# Luciano Di Palma
Luciano Di Palma (ur. 25 maja 1944 w Rzymie, zm. 8 marca 2016 tamże) – włoski judoka. Olimpijczyk z Monachium 1972, gdzie zajął osiemnaste miejsce w wadze półśredniej.
Uczestnik mistrzostw świata w 1971. Medalista turniejów międzynarodwych. Zajmował się później działalnością trenerską.

## Letnie Igrzyska Olimpijskie 1972
| Konkurencja | Eliminacje           | Klas. końcowa |
| Konkurencja | Przeciwnik I         | Miejsce       |
| ----------- | -------------------- | ------------- |
| 70 kg       | Jang In-gwon (KOR) P | 18.           |